# Dodge Attitude
La Dodge Attitude est un modèle automobile commercialisé sous la marque Dodge au Mexique mais fabriqué par d'autres constructeurs.

## Histoire
Lorsqu'en 1998, Chrysler et Mercedes-Benz fusionnent pour donner naissance au groupe DaimlerChrysler. La gamme du groupe américain est surtout composée de grands modèles. La direction allemande qui imposera rapidement son pouvoir, veut élargir la gamme vers le bas et négocie avec le constructeur coréen Hyundai, qui cherchait par tous les moyens à pénétrer les marchés d'Amérique Latine, un accord commercial stratégique infernal : commercialiser sous la marque Dodge des modèles fabriqués en Corée. A l’époque, Chrysler comme Hyundai étaient très liés à Daimler-Benz. Tout le monde semblait alors y trouver son compte. Hyundai augmentait sa production, et Chrysler complétait sa gamme vers le bas à moindres frais.
C'est ainsi que l'on voit apparaître en 1999 la Dodge Verna, qui n'était que la Hyundai Accent seconde génération rebadgée pour le marché mexicain et, en 2002, la Dodge Brisa au Vénézuéla. 
Après le premier essai de commercialisation de la Dodge Verna, une convention a été signée en 2000 qui stipulait que les véhicules Hyundai seraient importés au Mexique par Chrysler do Mexico et y seront vendus par le réseau Chrysler sous la marque Dodge.
En 2004, la Hyundai Santro produite en Inde est vendue sous le nom de Dodge Atos, sans changement de logo. Un signe révélateur de l’importance qu’accordaient à l’époque les dirigeants du constructeur à l’image de marque et aux produits qu’elle pouvait diffuser. 
En 2006, Dodge rebaptise "Attitude" la troisième génération de la Hyundai Accent MC, mais en apposant partout les logos Dodge. 
À partir de 2011, Chrysler importe et vend la Hyundai Accent RB au Mexique sous le nom de Dodge Attitude puis la Hyundai i10 comme "Hyundai i10 by Dodge". Les deux véhicules conservent par contre les badges Hyundai.
En 2011, Dodge commercialise le Hyundai H-100, version construite en Chine sous licence par Hyundai du Mitsubishi Delica et, en 2012, la 4ème génération de la Hyundai Accent RB. Les deux modèles sont encore commercialisée par Dodge mais conservent les logos originaux du coréen. 
Entre-temps, Chrysler a été mis en faillite grâce à la gestion rigoureuse allemande et depuis 2011, c'est l'italien Fiat qui est passé aux commandes. Le 16 août 2013, son CEO Sergio Marchionne annonce la rupture des contrats passés avec Hyundai.

## Les modèles

### Dodge Attitude1regénération 2006-2011
La Dodge Attitude présentée en 2006 sur le marché mexicain, n'est autre que la Hyundai Accent (MC) 3ème génération, lancée au Salon de l'automobile de New York 2005. Comme l'original coréen, elle est produite en Corée du Sud et importée au Mexique par Chrysler do Mexico selon les accords conclus avec Mercedes-Benz, lorsque l'allemand gérait le groupe DaimlerChrysler et était très lié avec Hyundai.
Ce modèle remplace la Dodge Brisa qui était la Hyundai Accent de 2ème génération, lancée en 1999 au Mexique.

### Dodge Attitude2egénération 2011-2013

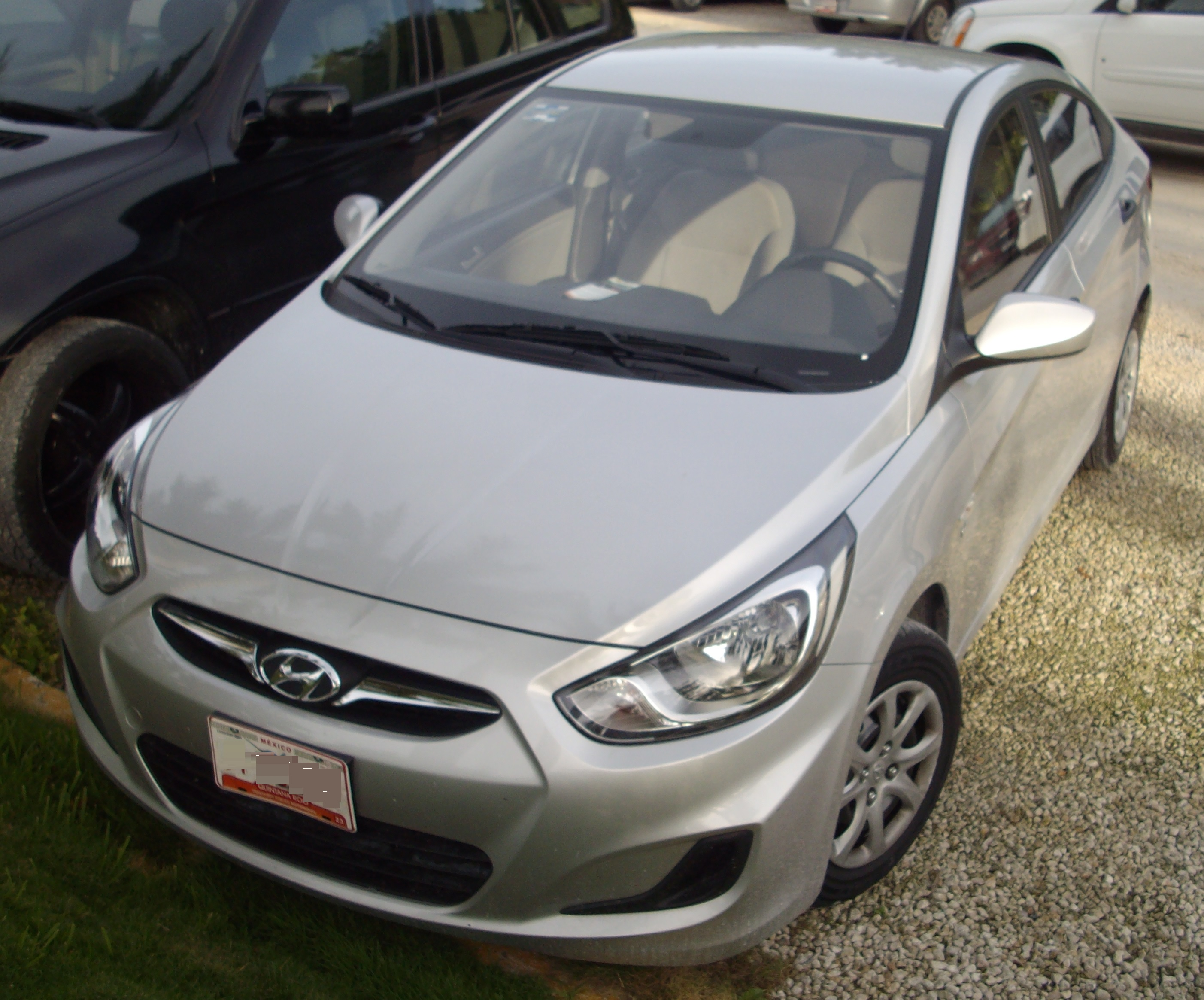
Dodge Attitude (2011) avec logos Hyundai

La Dodge Attitude présentée en 2011 sur le marché mexicain, est la Hyundai Accent (RB) 4ème génération, lancée en 2010. Comme l'original coréen, elle est produite en Corée du Sud et importée au Mexique par Chrysler do Mexico selon les accords conclus avec Mercedes-Benz, lorsque l'allemand gérait le groupe DaimlerChrysler et était très lié avec Hyundai. Contrairement au modèle précédent, elle affiche les logos Hyundai bien que commercialisée par le réseau Dodge au Mexique.
Après la reprise de Chrysler par Fiat, la commercialisation de ce modèle pris fin en fin d'année 2013 et fut remplacé par la Dodge Vision, une Fiat Grand Siena rebadgée.

### Dodge Attitude3egénération 2015
La Dodge Attitude 3 est un modèle automobile commercialisé à partir du mois de janvier 2015 sous la marque Dodge au Mexique mais fabriqué par Mitsubishi.
Ce nouveau modèle est la version berline de la Mitsubishi Mirage baptisé Attrage. Il est fabriqué dans l'usine Mitsubishi de Laem Chabang, en Thaïlande depuis le mois de juin 2013. Il marque un réel changement de physionomie en troquant ses origines Hyundai pour une base de Mitsubishi et s’offre une vraie calandre Dodge…
Pendant 15 ans, Dodge a distribué au Mexique des véhicules issus de la gamme Hyundai, et (très) rapidement maquillés. Après la reprise du groupe Chrysler par Fiat, l’accord avec Hyundai ayant été rompu, la direction italienne a signé durant l’été 2014 un accord général avec Mitsubishi. La version 2014 de la Dodge Attitude est donc désormais une Mitsubishi Attrage.
La petite berline de 4m25 produite en Thaïlande s’offre pour l’occasion une calandre ornée de la grande croix, signature de Dodge. Motorisée par un 3 cylindres 1,2l de 76 ch et 100 N m, avec boîte manuelle ou CVT à variation continue, elle répond au besoin d’une petite berline 4 portes économique pour le marché mexicain.